# USS South Carolina (BB-26)
La USS South Carolina (hull classification symbol BB-26) è stata una nave da battaglia della United States Navy, prima unità dell'omonima classe.
Quarta nave ad essere chiamata come l'ottavo stato, è stata la prima dreadnought statunitense. Il suo progetto conteneva numerosi aspetti rivoluzionari, tra cui la disposizione su piani diversi della batteria principale, caratteristica ripresa poi da molti altre corazzate.